# Liste der Monuments historiques in Valmy
Die Liste der Monuments historiques in Valmy führt die Monuments historiques in der französischen Gemeinde Valmy auf.

## Liste der Immobilien
| Bezeichnung     | Beschreibung | Standort                 | Kennzeichnung | Schutzstatus | Datum | Bild           |
| --------------- | --- | ------------------------ | ------------- | ------------ | ----- | -------------- |
| Mühle von Valmy | Windmühle, 1792 während der Kanonade von Valmy zerstört, anschließend wiedererrichtet, 1831 abgebrochen; zwischen 1939 und 1947 Aufstellung einer Bockwindmühle aus Attiches, nach Orkanschäden 2005 rekonstruiert Obelisk, 1820, mit dem Herz von François-Christophe Kellermann Monument au maréchal Kellermann: Skulptur Kellermanns auf Hochsockel, Bronze, 1892, Bildhauer Théophile Barrau | südlich des Ortes (Lage) | PA00078882    | Classé       | 1989  | weitere Bilder |

## Liste der Objekte
| Bezeichnung                                        | Beschreibung                                                     | Standort                       | Kennzeichnung | Schutzstatus | Datum | Bild |
| -------------------------------------------------- | ---------------------------------------------------------------- | ------------------------------ | ------------- | ------------ | ----- | ---- |
| Skulptur eines Bischofs                            | Holz, farbig gefasst, 17. Jahrhundert                            | in der Kirche St-Martin (Lage) | PM51002231    | Inscrit      | 1975  |      |
| Hauptaltar                                         | Altartisch, Retabel und Baldachin; Marmor, Holz, 19. Jahrhundert | in der Kirche St-Martin (Lage) | PM51002201    | Inscrit      | 1974  |      |
| Adlerpult                                          | Holz, 18. Jahrhundert                                            | in der Kirche St-Martin (Lage) | PM51002199    | Inscrit      | 1974  |      |
| Wandvertäfelung der Sakristei                      | Holz, 1836                                                       | in der Kirche St-Martin (Lage) | PM51003249    | Inscrit      | 1989  |      |
| Skulptur Maria Immaculata                          | Holz, 19. Jahrhundert                                            | in der Kirche St-Martin (Lage) | PM51003250    | Inscrit      | 1989  |      |
| Triumphbogen und -kreuz                            | Holz, farbig gefasst, 18. Jahrhundert                            | in der Kirche St-Martin (Lage) | PM51002200    | Inscrit      | 1974  |      |
| Büste Prinzessin Henriette Ginetti                 | Marmor, 1906                                                     | in der Mairie (Lage)           | PM51003251    | Inscrit      | 1989  |      |
| Skulptur Heiliger Eligius                          | Holz, farbig gefasst, 17. Jahrhundert                            | in der Kirche St-Martin (Lage) | PM51002230    | Inscrit      | 1975  |      |
| Gemälde Porträt von François-Christophe Kellermann | Ölfarbe auf Leinwand, Anfang des 19. Jahrhunderts                | in der Mairie (Lage)           | PM51003252    | Inscrit      | 1989  |      |